# Juan Antonio González Ureña
Juan Antonio Ureña (Montilla, 13 de desembre de 1967) és un exfutbolista andalús, que jugava de defensa.

## Trajectòria
Va desenvolupar pràcticament tota la seua carrera a les files del Reial Betis. Amb els verd-i-blancs va debutar en Primera a la 86/87, tot jugant dos partits, tot i que no seria fins a la temporada 90/91 quan es consolidaria al primer equip.
Va ser titular en la primera meitat de la dècada dels 90, condició que va perdre a partir de la temporada 95/96. D'eixe moment en endavant, tot just jugaria una quinzena de partits per temporada, fins a la seua retirada al final de la temporada 98/99. En total, va jugar 104 partits amb els bètics a primera divisió, marcant 3 gols.